# José Manuel González Valcárcel
José Manuel González Valcárcel (Madrid, 1913 - ibíd., 29 de enero de 1992) fue un arquitecto español, reconocido por sus obras en espacios escénicos, tanto en España como en Latinoamérica.

## Biografía
Nació cerca del teatro de la Zarzuela, su bisabuelo fue arquitecto de palacio. González Valcarcel se licenció en 1939 en la Escuela Superior de Arquitectura de Madrid, doctorándose al año siguiente. Muy vinculado en su carrera con los escenarios públicos, entre sus obras destacan en Latinoamérica la restauración del Teatro Nacional San José de Costa Rica, el Museo de las Casas Reales (República Dominicana) y la preparación del plan urbanístico piloto para la capital ecuatoriana, Quito. En España fue arquitecto de la Dirección General de Bellas Artes, conservador arquitectónico en Toledo y Patrimonio Nacional. Presidió también la sección española del Institituto Internacional para la Conservación de Monumentos. Llevó a término distintas restauraciones, destacando la del Corral de comedias de Almagro y del Museo Nacional del Romanticismo.
Pero el trabajo más importante en su carrera fue la restauración del Teatro Real de Madrid. Ya en 1966 se le encargó la transformación del maltrecho Teatro Real en espacio para música sinfónica. Convencido de que el destino del Real era volver a ser escenario para las representaciones de ópera, entregó un proyecto de adaptación en el que ocultó que mantendría intactas las estructuras del escenario, con lo que pretendía garantizar que en el futuro se pudiera rehabilitar en lo que consideraba su destino operístico. Curiosamente, sería González Valcarcel al que se le encargaría en 1986 la reforma definitiva del teatro madrileño. Aunque pudo ver casi terminada la obra, pocos meses antes de su inauguración falleció en el mismo teatro mientras mostraba y presentaba el resultado de los trabajos a la prensa y críticos musicales. Finalmente, un nuevo equipo de arquitectos, con el estudio elaborado por Francisco Rodríguez de Partearroyo, dirigió las obras hasta su culminación en 1995.